# Улица Жарокова (Алма-Ата)
Улица Жарокова (каз. Жароков көшесі; название с 1966 года) — улица в Алматы, расположена в Алмалинском и Бостандыкском районах города Алматы. Проходит от улицы Толе би до проспекта аль-Фараби, пересекает улицы: Богенбай батыра, Кабанбай батыра, Жамбыла, Шевченко, Курмангазы, проспект Абая, улицы Сатпаева, Жандосова, бульвар Бухар Жырау и улицу Тимирязева. Улица Жарокова начала формироваться в годы довоенных пятилеток в период интенсивной индивидуальной застройки столицы в междуречье рек Весновка и Карасу и формировалась в южном направлении в течение последующих лет.

## Происхождение названия
Изначально до апреля 1966 года именовалась 9-й линией, позже переименована в честь видного казахского поэта Таира Жарокова.

## Архитектура и благоустройство
Архитектурный облик представлен современными домами повышенной этажности, зданиями типового проектирования 50-60-х годов и частично одноэтажными домами с приусадебными участками под сады. Улица благоустроена, с широким дорожным полотном и интенсивным транспортным движением. В советские годы была озеленена и проложена оросительная арычная система.
По большей части улицы от улицы Толе би и до улицы Утепова проходили трамвайные пути. В 2018 году были демонтированы.

## Примечательные здания и сооружения
На улице Жарокова расположены: АО «Научный центр урологии имени Б. У. Джарбусынова», «Горводоканал».

## Транспорт
На улице проходил до 2015 года трамвайный маршрут. Функционируют 3 автобусных маршрута - 19 (от улицы Исиналиева, до улицы Толе би), 56 (от улицы Исиналиева, до улицы Тимирязева) и 113 (от улицы Утепова, до улицы Джамбула)
- Ближайшая станция метро «Алатау».